# Juvinas
Juvinas ist eine französische Gemeinde mit 186 Einwohnern (Stand 1. Januar 2022) im Département Ardèche in der Region Auvergne-Rhône-Alpes. Sie gehört zum Kanton Aubenas-1 im Arrondissement Largentière. 
Nachbargemeinden sind Labastide-sur-Bésorgues im Norden, Aizac im Nordosten, Vallées-d’Antraigues-Asperjoc mit Asperjoc und Vals-les-Bains im Südosten, Chirols im Süden, Meyras im Südwesten, Saint-Pierre-de-Colombier im Westen und Burzet im Nordwesten.
1821 fiel bei Juvinas ein rund 91 Kilogramm schwerer Steinmeteorit und wurde als Achondrit (monomiktischer Eukrit) klassifiziert.

## Bevölkerungsentwicklung
| Jahr                       | 1962 | 1968 | 1975 | 1982 | 1990 | 1999 | 2008 | 2014 |
| -------------------------- | ---- | ---- | ---- | ---- | ---- | ---- | ---- | ---- |
| Einwohner                  | 203  | 181  | 144  | 138  | 153  | 149  | 161  | 171  |
| Quellen: Cassini und INSEE |      |      |      |      |      |      |      |      |